# Chevrolet Series FB
La Chevrolet Series FB (ou Chevrolet FB) est un véhicule américain fabriqué par Chevrolet de 1919 à 1922. Il s'agissait d'une remplaçante légèrement plus grande que la Series FA de 1918, reposant sur un empattement de 2 794 mm contre 2 743 mm. Elle a été remplacée par la Chevrolet Superior de 1923.
La FB était le plus grand modèle de la gamme Chevrolet à l'époque après la disparition de la Series D V8 et complétait la plus petite Chevrolet 490.

## Noms des modèles
La Series FB été annoncée comme FB-12 et FB-20 (roadster), FB-22 et FB-30 (coupé), FB-40 et FB-42 (berline) et FB-32 et FB-50 (touring),. Le roadster était aussi parfois connu sous le nom de « Royal Mail  » et le tourer sous le nom de « Baby Grand », mais ces noms sont officiellement abandonnés en 1919.
En 1922, le modèle était parfois appelé « Superior », qui est le nom donné à la remplaçante de 1923.

## Caractéristiques
Disponible en quatre styles de carrosserie; roadster et coupé deux portes et tourer et berline quatre portes. La Chevrolet FB a continué sa production sans beaucoup de changements, le plus important en 1922 avec un changement de volant en acier au lieu de celui à rayons en bois, et un plus grand réservoir de carburant de 38 litres.
Toutes les années-modèles étaient propulsées par le même moteur 4 cylindres à soupapes en tête de 3,74 L, produisant 28 ch (21 kW) à 2 000 tr/min, comme celui utilisé dans la Series FA précédente; celui-ci été développé à partir de la version à course courte de 2,8 L avec 24 ch (18 kW) utilisé dans la Series H (en) précédente.